# Sjöarpasjön
Sjöarpasjön är en sjö i Gnosjö kommun i Småland och ingår i Nissans huvudavrinningsområde. Sjön är 12,3 meter djup, har en yta på 0,31 kvadratkilometer och befinner sig 166,1 meter över havet. Sjön avvattnas av vattendraget Getabäcken. Vid provfiske har bland annat abborre, braxen, gers och gädda fångats i sjön.

## Delavrinningsområde
Sjöarpasjön ingår i det delavrinningsområde (635691-137419) som SMHI kallar för Mynnar i Hären. Medelhöjden är 180 meter över havet och ytan är 9,56 kvadratkilometer. Det finns inga delavrinningsområden uppströms utan avrinningsområdet är högsta punkten. Getabäcken som avvattnar avrinningsområdet har biflödesordning 3, vilket innebär att vattnet flödar genom totalt 3 vattendrag innan det når havet efter 127 kilometer. Delavrinningsområdet består mestadels av skog (71 procent). Avrinningsområdet har 0,57 kvadratkilometer vattenytor vilket ger det en sjöprocent på 5,9 procent. Bebyggelsen i området täcker en yta av 0,49 kvadratkilometer eller 5 procent av avrinningsområdet.

## Fisk
Vid provfiske har följande fisk fångats i sjön:
- Abborre
- Braxen
- Gärs
- Gädda
- Löja
- Mört